# دهستان پایروند
دهستان پایروند نام دهستانی در بخش مرکزی شهرستان کرمانشاه، استان کرمانشاه و در غرب قله پراو به مرکزیت روستای تاریخی کنشت که در مجموع ۱۶ روستا بوده و ۱۰ روستای آن در سال ۱۳۵۲ به دلیل داشتن حصاری کوهستانی و دارا بودن شرایط خاص موقعیت استراتژیک نظامی، به اجبار از طرف حکومت وقت با پرداخت وجهی محقر به مردم توسط ارتش خریداری شده و تا به حال منطقه نظامیست.